# 科馬約鱷科
科馬約鱷科（Comahuesuchidae）是鱷形超目諾托鱷類的一科，目前包含：科馬約鱷、鴨鱷。
科馬約鱷科的外鼻孔位於口鼻部末端。上頜、下頜最前段的牙齒，牙齒間有齒隙。當科馬約鱷、鴨鱷咬合時，上頜骨牙齒會突出於下頜之外。
近年數個種系發生學研究，將鴨鱷歸類於科馬約鱷科之外，甚至是諾托鱷類之外。如果這個分類屬實，科馬約鱷科將只剩下科馬約鱷屬。